# Pomaderris hamiltonii
Pomaderris hamiltonii là một loài thực vật thuộc họ Rhamnaceae.
Tên gọi thông thường trong tiếng Anh là kumarahou hoặc pale-flowered kumarahou (kumarahou hoa nhạt màu) do hoa màu nâu nhạt của nó.

## Phân bố
Loài cây gỗ đặc hữu và được tìm thấy mọc thưa thớt trên đảo Bắc, New Zealand.